# Stadshagen (metrostation)
Stadshagen is een station van de Stockholmse metro, gelegen in de gelijknamige buurt Stadshagen van het stadsdeel Kungsholmen. Het station ligt aan de blauwe route op 2,5 km verwijderd van Stockholm Centraal Station en 3 kilometer van het metrostation Kungsträdgården (het oostelijke eindpunt van de blauwe route) is 3 kilometer. 

## Geschiedenis
Nadat de groene en rode route van de Stockholmse metro grotendeels waren voltooid of aanbesteed tot aan de gemeentegrens werd in 1965 een plan gepresenteerd voor uitbreiding van de metro tot in de aangrenzende gemeenten. Naast verlengingen van de bestaande twee routes werd ook de blauwe route gepresenteerd, die naar Solna en Sundbyberg in het noordwesten en Näcka in het zuidoosten zou lopen. Aan de nordvästrabanan bij de gemeentegrens tussen Stockholm en Solna werd toen het station Hornsberg gepland, iets noordelijker dan het huidige Stadshagen.

## Aanleg
Het station werd gebouwd volgens een geheel nieuw concept, het grotstation. Hierbij wordt met hulp van explosieven een rotsbodem deels vergruist en na het verwijderen van het puin is er een grot waarin het station gebouwd kan worden. Stadshagen diende als proefplaats om de verschillende methoden en technieken voor dit concept, vooral met betrekking tot drainage, wapening en spuitbeton, te onderzoeken. Het idee is vervolgens bij vrijwel alle ondergrondse stations van na 1970 toegepast. Het concept is beloond met de Zweedse architectuurprijs voor de, iets eerder dan Stadshagen geopende stations, Stadion en Tekniska Högskolan. 

## Station
Het station ligt 2,1 meter boven zeeniveau in een kunstmatige grot op 15 tot 24 meter onder de S:t Göransgatan tussen de Kellgrensgatan en de Mariedalsvägen. Het werd als onderdeel van de initiële blauwe route op 31 augustus 1975 geopend. Kunstenaar Lasse Lindqvist voorzag het station van zes panelen van gegolfd blik dat beschilderd is met afbeeldingen rond het thema sport.

## Foto's

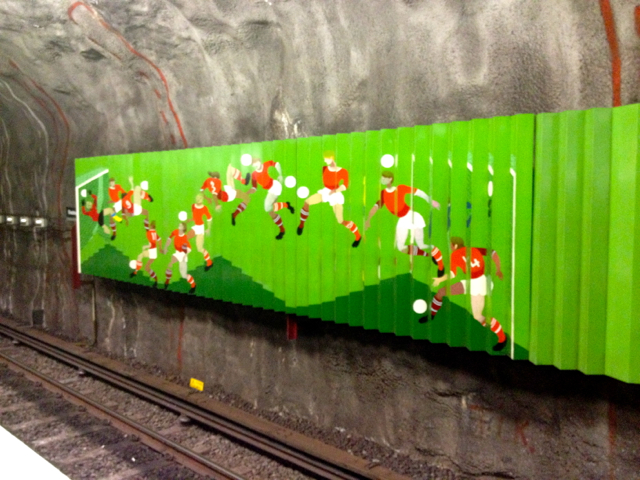
Sporttafrelen op gegolfdblik sieren de wanden van het station.
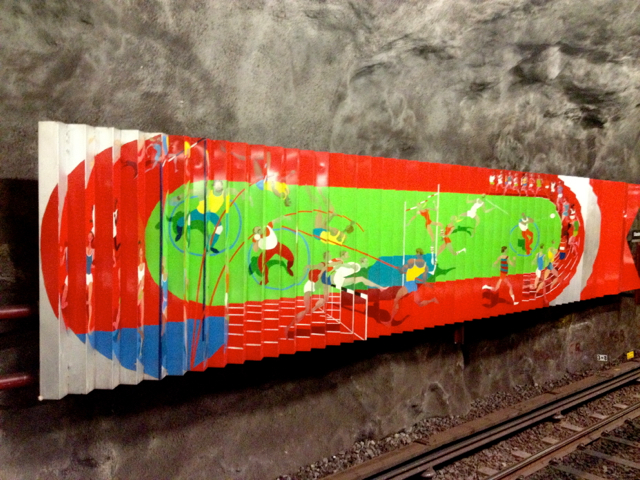
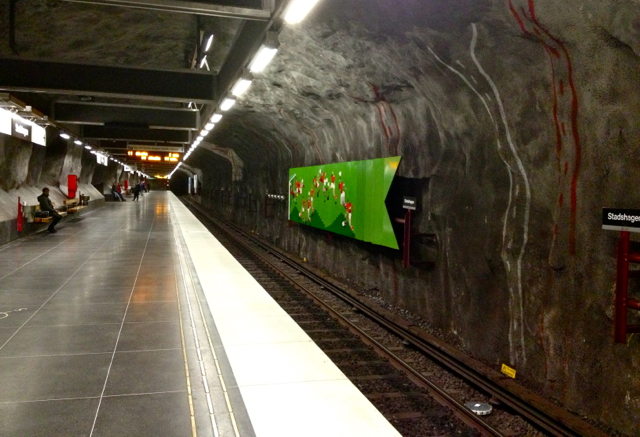
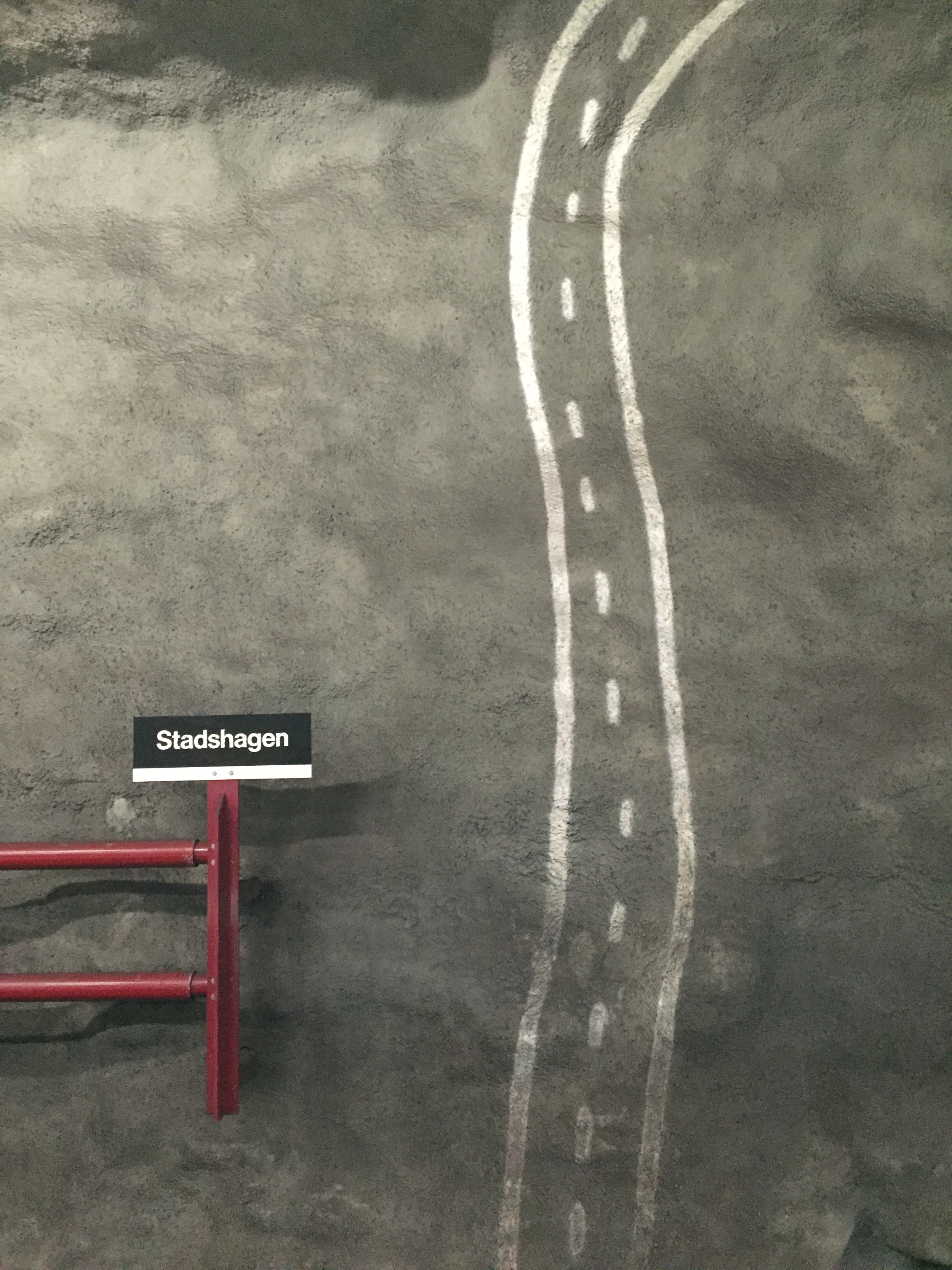
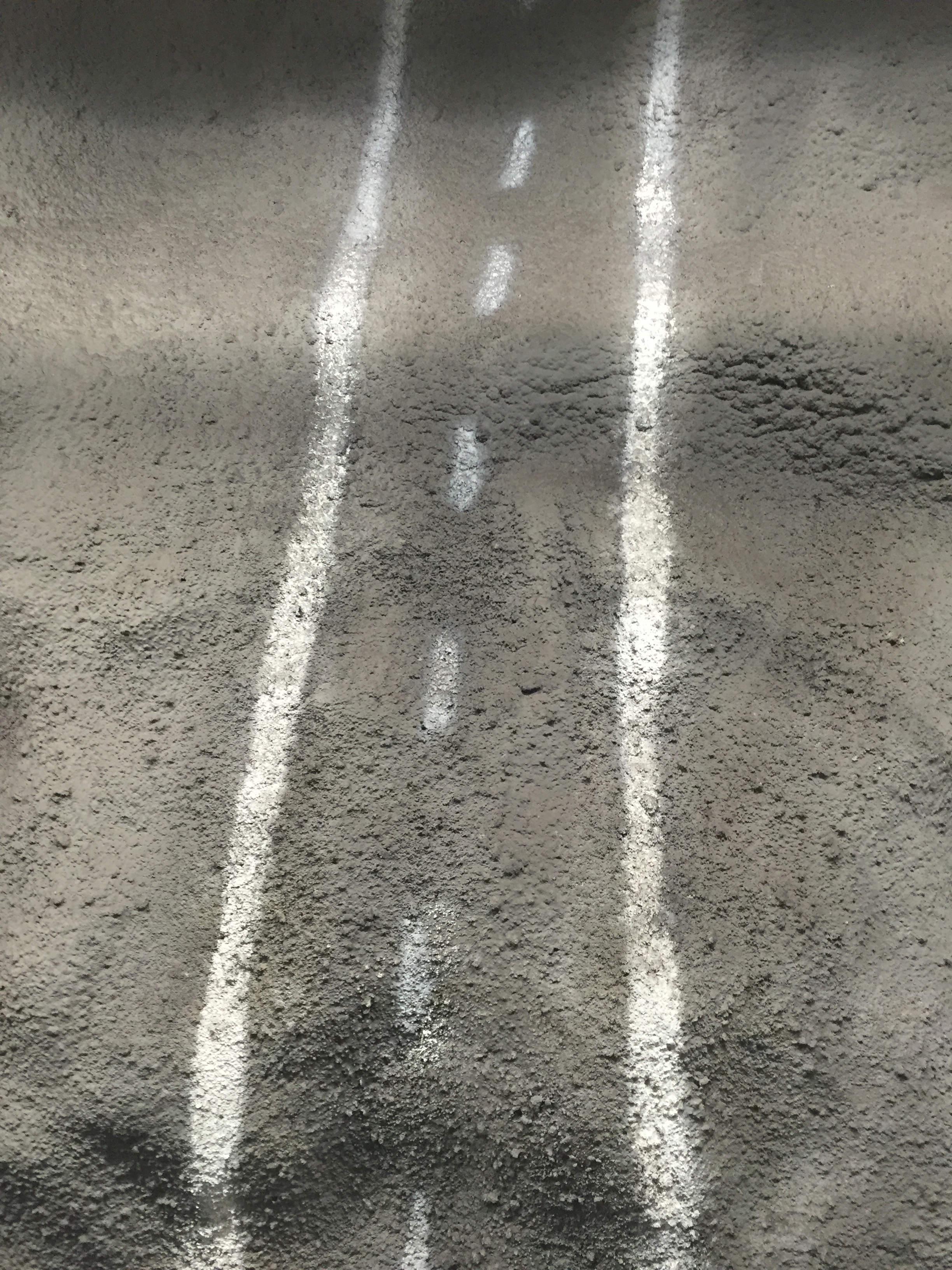
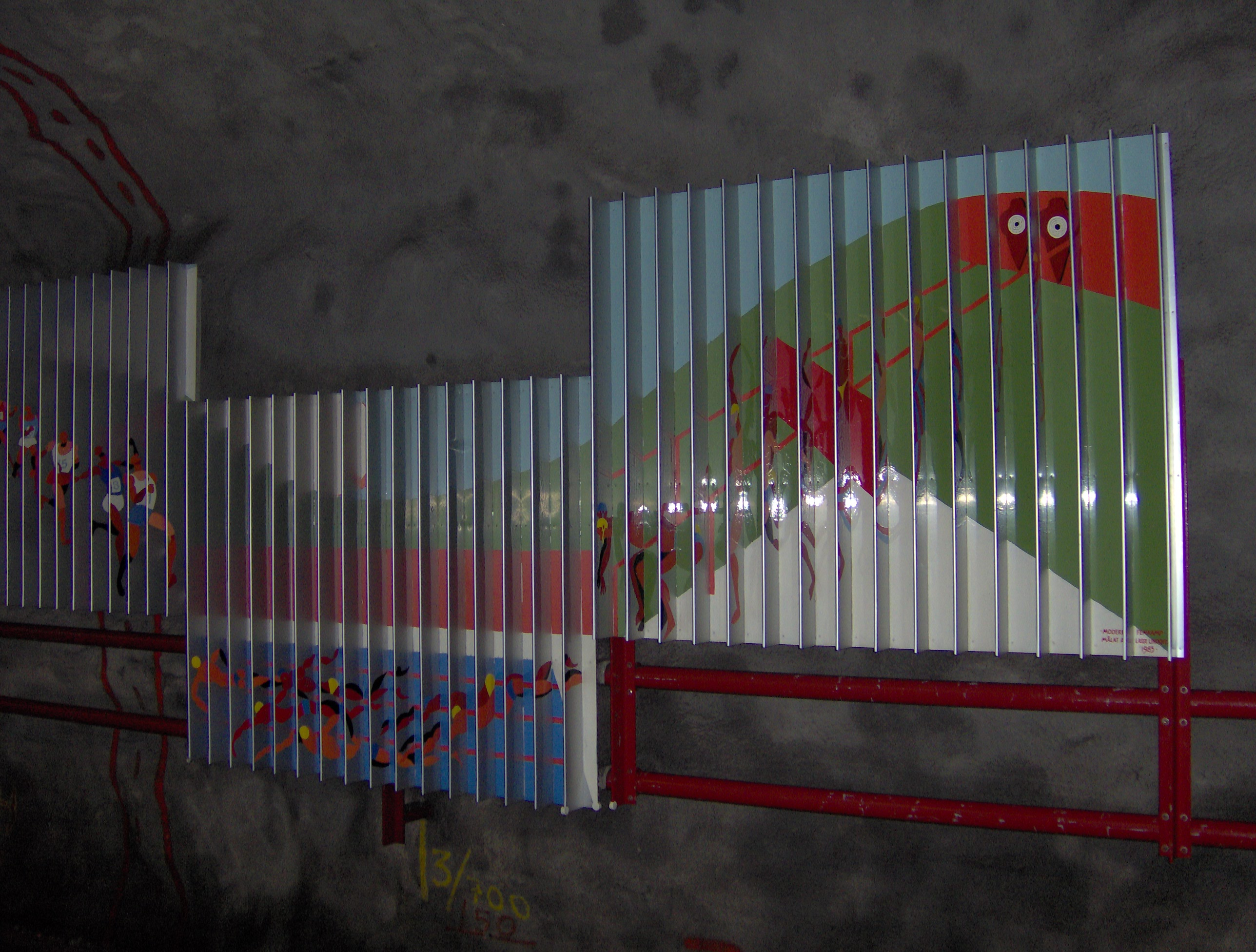

Hjulsta ·
Tensta ·
Rinkeby · 
Rissne · 
Duvbo ·
Sundbybergs centrum · 
Solna strand · 
Huvudsta · 
Västra skogen ·
Stadshagen ·
Fridhemsplan ·
Rådhuset ·  
T-Centralen ·
Kungsträdgården · 
(Sofia) ·
(Hammarby kanal) ·  
(Sickla) ·
(Järla) ·
(Nacka centrum)
(Barkarby) ·
(Barkarbystaden)·
Akalla ·
Husby ·
Kista · 
(Kymlinge) · 
Hallonbergen · 
Näckrosen ·
Solna centrum · 
Västra skogen · 
Stadshagen ·
Fridhemsplan · 
Rådhuset ·
T-Centralen ·
Kungsträdgården · 
(Sofia) ·
(Gullmarsplan)·  
(Slakthuset) ·
(Sockenplan) ·
(Svedmyra) ·
(Stureby) ·
(Bandhagen) ·
(Högdalen) ·
(Rågsved) ·
(Hagsätra) ·
(Älvsjö)